# (7344) Summerfield
(7344) Summerfield (1992 LU) – planetoida z pasa głównego asteroid okrążająca Słońce w ciągu 4,17 lat w średniej odległości 2,59 j.a. Odkryta 4 czerwca 1992 roku.